# Adula (Zeitschrift)
Die Adula (Originaltitel L’Àdula) war eine Tessiner Kulturzeitschrift, aus deren Leserschaft eine gleichnamige irredentistische Bewegung hervorging. Diese aus Italien beeinflusste Minderheit ging politisch weiter als die meisten Tessiner, die angesichts von nicht integrationsbereiten Deutschschweizer Einwanderern lediglich auf die kulturelle und sprachliche Italianità des Tessins bestanden. 

## Adula im Tessin
Gründerinnen der Zeitschrift waren Teresa Bontempi und Rosa (Rosetta) Colombi. Das Blatt hatte rund 500 Abonnementen in der Schweiz und Italien. Etwa 30 Personen bildeten den harten Kern der Bewegung. Zudem gab es eine Jugendorganisation in Form der 1922 gegründeten Associazione Giovani Ticinesi in Lugano.
Die journalistische Aktivität und Ausrichtung der Zeitschrift lassen sich in drei Zeitabschnitte unterteilen: Bis 1919 war die Adula schweizerisch ausgerichtet, von 1919 bis 1925 war sie Italien zugeneigt und ab 1925 faschistisch geprägt. Die Entwicklung der Annäherung an Italien spiegelt sich auch im Titelzusatz der Zeitschrift wider. Als sie gegründet wurde, hiess dieser noch Organo svizzero di cultura italiana, wobei das «svizzero» später wegfiel. Später wurde daraus die Rivista Ticinese di cultura italiana mit dem Untertitel per l’italianità del Ticino e della Rezia; ab 1929 lautete der Titel Rivista retico-ticinese di cultura italiana. Die immer deutlicher werdenden nationalistisch-imperialistischen Tendenzen führten schliesslich dazu, dass die Zeitschrift im Juli 1935 verboten wurde.

## Adula in Graubünden
Als irredentistische Zeitschrift vertrat die Adula die Auffassung, dass das Rätoromanische ein italienischer Dialekt sei, was bei den bündnerischen Zeitungen Widerstand auslöste. Die Vehemenz der Auseinandersetzung steigerte sich in der Folgezeit, wobei der Konflikt auch in die Vorphase der Anerkennung der rätoromanischen Sprache als vierte Landessprache der Schweiz fiel. Die diesbezügliche Abstimmung fand am 20. Februar 1938 statt. Die zweite Zeitschrift auf der Seite des italienischen Irredentismus, die sich des «rätoromanischen Problems» annahm, war die Raetia, die ab 1931 von der Società Palatina in Mailand herausgegeben wurde. Die irredentistischen Ideen fanden weder jedoch bei den romanisch- noch bei den italienischsprachigen Bündnern grosse Zustimmung, sondern führten eher zu einem Zusammenrücken der beiden Sprachgruppen in Graubünden.